# Randolph (Utah)
Randolph város az USA Utah államában, Rich megyében, melynek megyeszékhelye is. Lakosainak száma 467 fő (2020. április 1.).

## Népesség
A település népességének változása:
| Lakosok száma | 76   | 464  | 467  |
|               | 1870 | 2010 | 2020 |